# 恵民署
恵民署（ヘミンソ）は、朝鮮王朝時代に設置された官庁・医療施設（病院）。一般庶民の病気治療や、薬剤の調合・販売を目的とした。従六品衙門。

## 制度
1392年（太祖元年）、高麗の制度を継承して恵民庫局が設置された。1414年（太宗14年）に恵民局と名を改めたのち、1466年（世祖12年）に恵民署に改称された。1882年（高宗19年）に廃止された。
官員は、他官が兼任する提調1名、主簿・医学教授・直長・奉事・医学訓導各1名と、賛奉4名が置かれた。そのうち採用試験の最高得点者と、直長以上の官員の中の1名が久任員であり、そのほかは遞兒職であった。
恵民署は活人署 (ko:활인서) と同様、王の恵沢を庶民に施すという趣旨の機関であったが、「恵沢」が及ぶのは漢陽付近の民衆のみという限界があった。恵民署と活人署を併せて「両医司 (ko:양의사) 」とも称した。
恵民署の他にも、内医院 (ko:내의원) （宮中の医療施設）・典医監 (ko:전의감) （医者の選抜・教育や薬剤の管理など）という官署が設置されている。これら三つの医療官署を合わせて「三医司」 (ko:삼의사) という。

## 構成
| 官位                 | 官職     | 定数 | 備考                           |
| -------------------- | -------- | ---- | ------------------------------ |
| 従一品 正二品 従二品 | 提調     | 2人  | このうちの一人は他の官職を兼任 |
| 従六品               | 主簿     | 2人  |                                |
| 従六品               | 医学教授 | 1人  | 経国大典では、さらに一人増員   |
| 従七品               | 直長     | 1人  |                                |
| 従八品               | 奉事     | 1人  |                                |
| 正九品               | 医学訓導 | 1人  |                                |
| 従九品               | 参奉     | 4人  |                                |

- 吏曹の書史(서리)2人付属。続六典で恵民署の書史を書院(서원)に降格させ1人になった。
- 医女が31人いた。医女は八道(地方)の邑婢(읍비)から秀麗なものを選んだ。